# Trichosteresis nudipennis
Trichosteresis nudipennis är en stekelart som beskrevs av Jean-Jacques Kieffer 1907. Trichosteresis nudipennis ingår i släktet Trichosteresis och familjen trefåresteklar. Inga underarter finns listade i Catalogue of Life.